# Алессандрия (футбольный клуб)

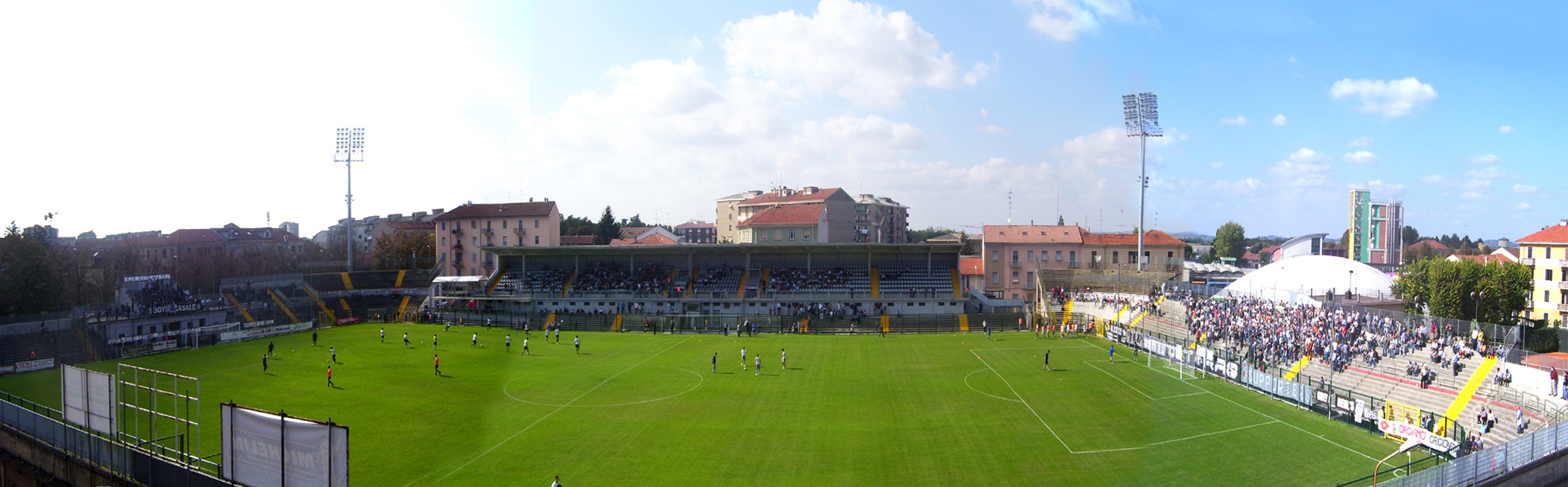
Стадион «Джузеппе Моккаджатта»

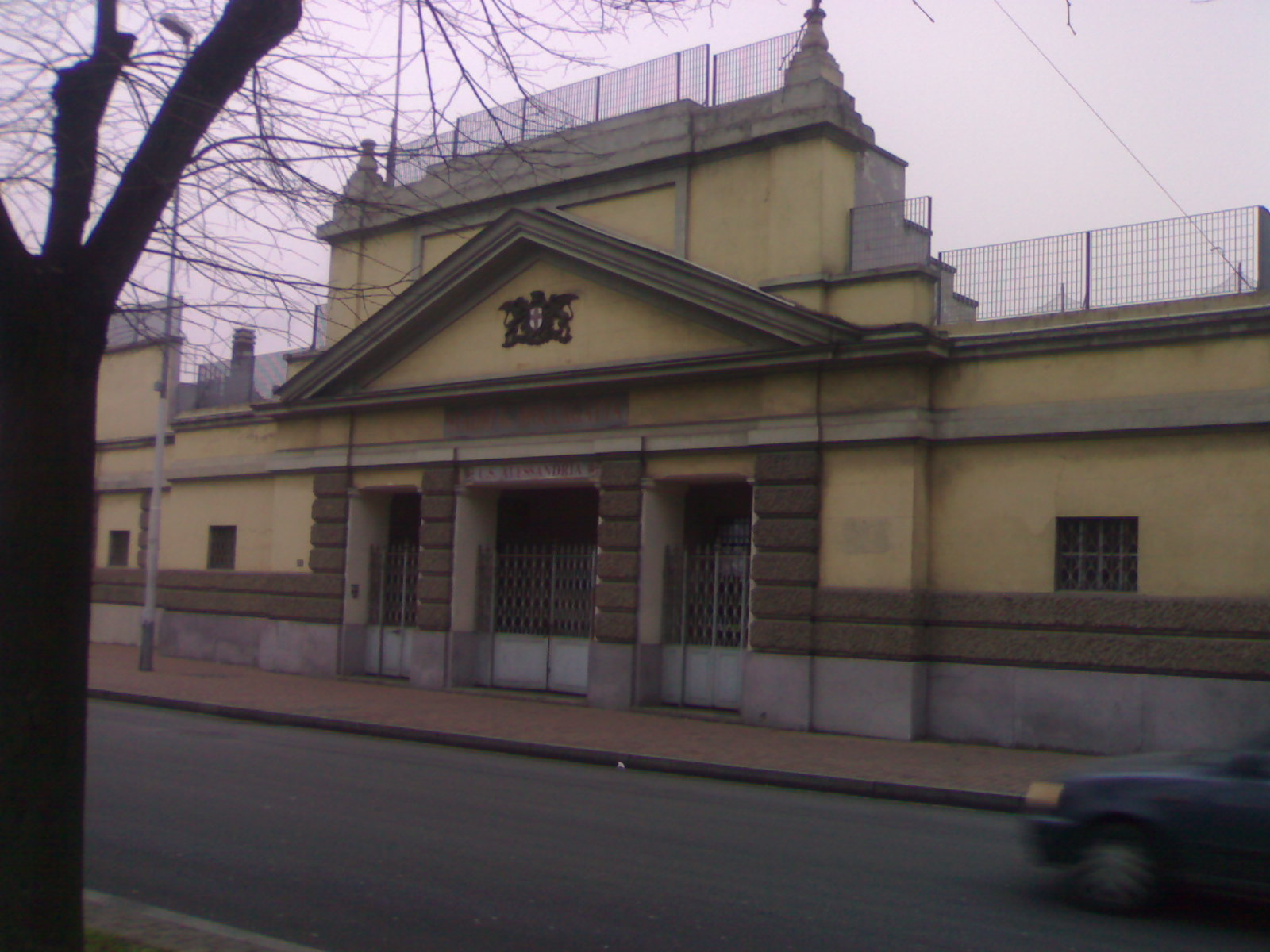
Фасад

«Алесса́ндрия» (итал. Unione Sportiva Alessandria 1912) — итальянский футбольный клуб из одноимённого города, выступающий в Серии В, втором по силе дивизионе чемпионата Италии. Основан в 1912 году. Домашние матчи проводит на стадионе «Джузеппе Моккаджатта», вмещающем 5 827 зрителя. В Серии А «Алессандрия» провела в общей сложности 24 сезона, последним из которых стал сезон 1959/60. Лучшим достижением клуба в Серии А стали 6-е места в сезонах 1929/30 и 1931/32. Высшим достижением в национальном кубке, является финал 1936 года, в котором «медведи» разгромно проиграли «Торино» 5-1. 10 июня 2015 года команду возглавил Джузеппе Сциенца. В нынешнем сезоне Алессандрия вышла в финал плей-офф где победила Падову по пенальти (0-0 1 и 2 матч, серия пенальти 5-4 в пользу Алессандрии).

## История
Команда основана 18 октября 1912 года (Alessandria Foot Ball Club). Художник Лоренцо Карра создал герб клуба, известный карикатурист Карлин Бергольо придумал символ команды — медведя.
«Алессандрия» провела 13 сезонов в Серии А.
18 августа 2003 года суд Алессандрии признал клуб Unione Sportiva Alessandria Calcio банкротом. Новый клуб Nuova Alessandria 1912 был заявлен в Эччеленцу.
В сезоне 2020/2021 Алессандрия в группе А заняв 2-е место и попав в плей-офф клуб в 1/4 прошёл ФеральпиСало (1-0 в гостях и 1-0 дома, 1-1 и из-за правила в Серии С кто в регулярном сезоне занял выше место, тот и проходит дальше, Алессандрия прошла дальше), в 1/2 Альбинолеффе (1-2 в гостях 2-2 дома 4-3 в пользу Алессандрии) и в финале победил по пенальти Падову со счётом 5-4 и попал в Серию B впервые с возрождения клуба.

## Достижения
- Финалист Кубка Италии: 1935/36
- Чемпион плей-офф Серии С: 2020/2021

## Тренеры
- Арпад Вейс
- Лайош Ковач
- Феличе Борель
- Джулио Каппелли
- Джакомо Лози
- Коррадо Оррико
- Роберто Пруццо
- Джузеппе Сабадини